# Cîteaux

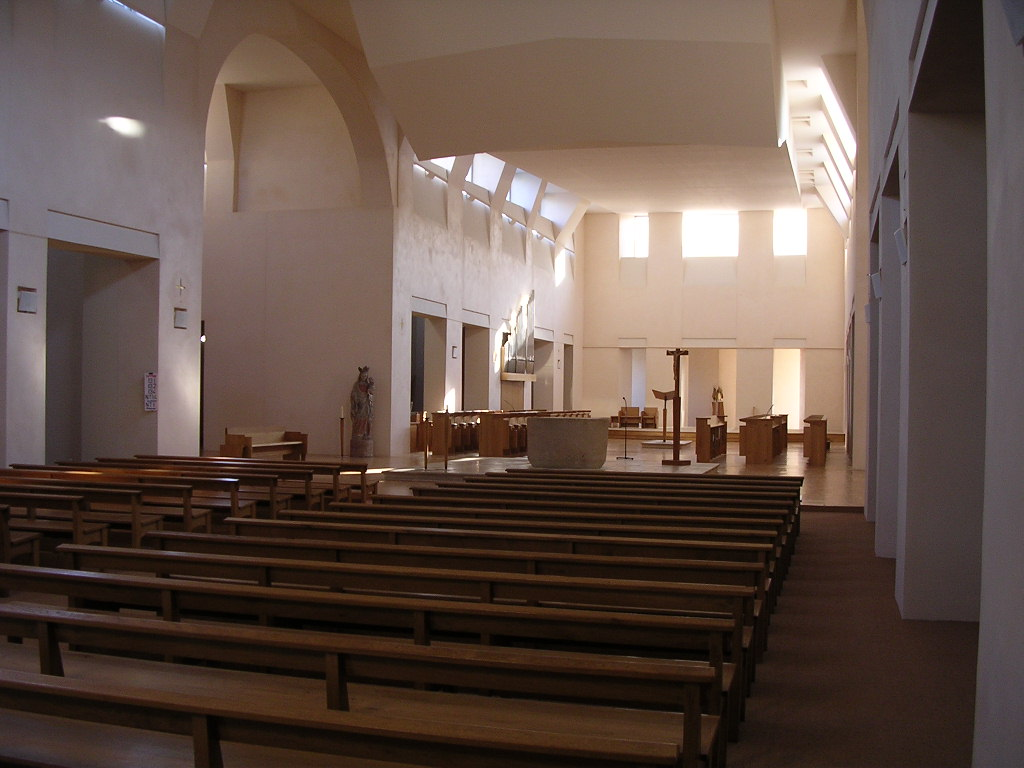
Interiören till kyrkan, invigd 1998

Cîteaux (latin Cistercium), kloster söder om Dijon i Frankrike.
Cîteaux är cisterciensordens moderkloster och ligger i departementet Côte-d'Or i regionen Bourgogne-Franche-Comté. 
Det grundades år 1098 av Robert av Molesmes. Inom klostret utbildades bruk och sedvänjor, vilka kom att bli normgivande för alla dotterkloster till Cîteau, till exempel Clairvaux. Under senmedeltiden fick abboten av Cîteau titeln generalabbot för hela Cisterciensorden. Varje år skulle alla cisterciensabbotar samlas i Cîteau för s.k. generalkapitel.
Klostret upphävdes 1790, varvid dess kyrka raserades. 
Sedan år 1898 tillhör det numera återuppståndna Cîteau de s.k. trappisterna.
Av de äldre byggnaderna finns endast det s.k. scriptoriet kvar.